# Gael García (futbolista mexicano)
Gael García (Tala, Jalisco; 12 de febrero de 2002) es un futbolista mexicano, juega como delantero y su equipo actual es el Club León de la Primera División de México.

## Trayectoria
Empezó jugando en 2017 con las fuerzas básicas del Club Deportivo Guadalajara en 2017, teniendo actividad con las categorías sub-13, sub-15, sub-17, sub-18, sub-20 y sub-23 aparte de tener actividad con el equipo de Tercera División.

### Club Deportivo Tapatío
Debutó con la filial del Guadalajara, el Tapatío, en Liga de Expansión el 6 de enero de 2023 ante Raya2 Expansión.

### Club Deportivo Guadalajara
Es tomado en cuenta para formar parte del primer equipo de Chivas, debutando en primera división el 13 de enero de 2024 en el empate a 1 gol ante Santos Laguna.